# エパメイノンダス

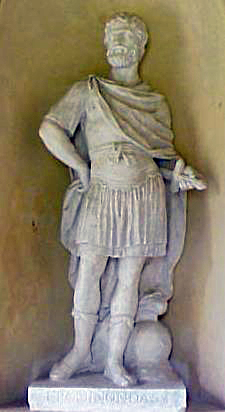
エパメイノンダス像

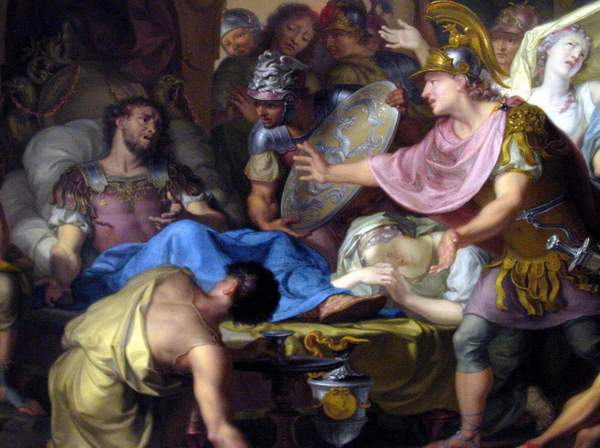
イザーク・ワラベン「エパメイノンダスの死」

エパメイノンダス（古希: Επαμεινώνδας, 紀元前420年? - 紀元前362年）は、古代ギリシアのボイオーティア地方の都市テーバイの将軍・政治家である。エパミノンダス (Epaminondas) とも呼ばれる。レウクトラの戦いで神聖隊を率いて斜線陣を用い、最強と謳われたスパルタ軍を破った。
現在のテーバイ改めティーヴァ市のメインストリートの一つにはエパメイノンダスの名が付けられており、その一角に彼の銅像が建てられている。

## 生涯
紀元前420年頃、エパメイノンダスはテーバイの貴族として生まれた。貧困貴族であったが高い教育を受け、中でもピュタゴラス派の哲学を愛好した。
重装歩兵として軍隊に参加し、紀元前385年にはギリシアの覇権を狙うスパルタの援軍として、マンティネイア攻略に神聖隊を率いて参加した。親友であったペロピダスが負傷し、スパルタに救出されるまで彼を守り抜いた。
紀元前383年、スパルタはテーバイを併合し、併合反対派の有力者を追放した。被追放者にはペロピダスが含まれていたが、危険がないとみなされたエパメイノンダスは追放を免れた。エパメイノンダスはアテナイで母国解放の機会をうかがっていたペロピダスの連絡を受け、テーバイの独立を計る。紀元前379年、ペロピダス一派によるテーバイ市民の決起が成功し、テーバイはスパルタの支配から脱した。
テーバイはペロピダス指導の下、利害の一致したアテナイと結び、スパルタとの戦闘を避けつつ講和に有利な状況をつくりだしたが、次第にアテナイと反目するようになる。紀元前374年には講和会議が開かれたが、ボイオティア諸都市からの撤退を要求するスパルタ王アゲシラオス2世と決裂。スパルタはテーバイの攻略を決意する。
紀元前371年、エパメイノンダスはボイオティア諸都市から集められた軍勢の総司令官として、スパルタ率いるペロポネソス同盟軍と対決した（レウクトラの戦い）。この戦いで彼は斜線陣を用い、神聖隊を率いて戦い、劣勢でありながら圧倒的な勝利をもたらした。
その後ギリシアの覇権を求めて紀元前370年、ペロポネソス遠征を決行する。途中、指揮権の任期が切れたが進軍を続け、スパルタの要衝を攻撃した。しかしアテナイがスパルタの支援を決め、進軍も困難になったため、テーバイに帰国した。帰国後、母国の指擦官は無許可の指揮権延長を違法とし、彼への死刑裁判を求めたが、エパメイノンダスは自身の演説によって窮地を脱した。この後、再び遠征し、スパルタとアテナイに打撃を与えたが、反撃の機会をうかがっていた国内の政敵により、戦果不足を糾弾されて政界から追放される。その後の戦闘では一兵卒として参加、自軍が敵の待ち伏せに遭い全滅の危機に陥った際には、彼は指揮権を委譲されて自軍の危機を救った。
紀元前362年、テゲアの出兵要請に応えたテーバイは、マンティネイアと結んだスパルタ、アテナイと再び対立し、四度目のペロポネソス遠征を行った。エパメイノンダスはスパルタやマンティネイアを奇襲するも戦果が上がらず、会戦に訴えた（マンティネイアの戦い）。この戦いでエパメイノンダスは自ら突撃隊を率い敵を敗走させたが、自身は戦闘の最中に槍を受けて戦死した。
マンティネイアで彼を初めとする上級将校を全員失い、もはや彼の戦闘教義を継承できるテーバイ人はいなかったためにテーバイは覇権を維持することが困難になった。それを受け継いだのは、テーバイで3年間の人質生活を送っていたマケドニア王国のピリッポス2世であり、彼とその子アレクサンドロス3世は、後に「マケドニアのファランクス」を編み出し、カイロネイアの戦いにおいてテーバイ軍を破ることになる。